# Eleições autárquicas portuguesas de 1976 no distrito de Vila Real
| Eleições autárquicas portuguesas de 1976 Distritos: Aveiro \| Beja \| Braga \| Bragança \| Castelo Branco \| Coimbra \| Évora \| Faro \| Guarda \| Leiria \| Lisboa \| Portalegre \| Porto \| Santarém \| Setúbal \| Viana do Castelo \| Vila Real \| Viseu \| Açores \| Madeira |

## Resultados por concelho
Os resultados nos concelhos do distrito de Vila Real foram os seguintes:

### Alijó
| Partido                 | Partido                     | Votos  | %               | Vereadores |
| ----------------------- | --------------------------- | ------ | --------------- | ---------- |
|                         | Partido Socialista          | 3 368  | 40,35 / 100,00  | 3 / 7      |
|                         | Partido Social Democrata    | 3 198  | 38,31 / 100,00  | 3 / 7      |
|                         | Centro Democrático Social   | 861    | 10,32 / 100,00  | 1 / 7      |
|                         | Frente Eleitoral Povo Unido | 395    | 4,73 / 100,00   | 0 / 7      |
| Votos Inválidos         | Votos Inválidos             | 525    | 6,29 / 100,00   |            |
| Total                   | Total                       | 8 347  | 100,00 / 100,00 | 7 / 7      |
| Eleitorado/Participação | Eleitorado/Participação     | 12 261 | 68,08 / 100,00  |            |

### Boticas
| Partido                 | Partido                     | Votos | %               | Vereadores |
| ----------------------- | --------------------------- | ----- | --------------- | ---------- |
|                         | Partido Social Democrata    | 1 465 | 44,49 / 100,00  | 3 / 5      |
|                         | Partido Socialista          | 921   | 27,97 / 100,00  | 2 / 5      |
|                         | Centro Democrático Social   | 420   | 12,75 / 100,00  | 0 / 5      |
|                         | Frente Eleitoral Povo Unido | 266   | 8,08 / 100,00   | 0 / 5      |
| Votos Inválidos         | Votos Inválidos             | 221   | 6,71 / 100,00   |            |
| Total                   | Total                       | 3 293 | 100,00 / 100,00 | 5 / 5      |
| Eleitorado/Participação | Eleitorado/Participação     | 5 966 | 55,20 / 100,00  |            |

### Chaves
| Partido                 | Partido                                 | Votos  | %               | Vereadores |
| ----------------------- | --------------------------------------- | ------ | --------------- | ---------- |
|                         | Partido Social Democrata                | 8 567  | 50,38 / 100,00  | 5 / 7      |
|                         | Partido Socialista                      | 4 347  | 25,56 / 100,00  | 2 / 7      |
|                         | Centro Democrático Social               | 1 319  | 7,76 / 100,00   | 0 / 7      |
|                         | Frente Eleitoral Povo Unido             | 750    | 4,41 / 100,00   | 0 / 7      |
|                         | MRPP                                    | 423    | 2,49 / 100,00   | 0 / 7      |
|                         | Grupos Dinamizadores de Unidade Popular | 271    | 1,59 / 100,00   | 0 / 7      |
| Votos Inválidos         | Votos Inválidos                         | 1 327  | 7,80 / 100,00   |            |
| Total                   | Total                                   | 17 004 | 100,00 / 100,00 | 7 / 7      |
| Eleitorado/Participação | Eleitorado/Participação                 | 30 130 | 56,44 / 100,00  |            |

### Mesão Frio
| Partido                 | Partido                     | Votos | %               | Vereadores |
| ----------------------- | --------------------------- | ----- | --------------- | ---------- |
|                         | Partido Social Democrata    | 1 333 | 54,32 / 100,00  | 3 / 5      |
|                         | Partido Socialista          | 731   | 29,79 / 100,00  | 2 / 5      |
|                         | Centro Democrático Social   | 165   | 6,72 / 100,00   | 0 / 5      |
|                         | Frente Eleitoral Povo Unido | 68    | 2,77 / 100,00   | 0 / 5      |
| Votos Inválidos         | Votos Inválidos             | 157   | 6,40 / 100,00   |            |
| Total                   | Total                       | 2 454 | 100,00 / 100,00 | 5 / 5      |
| Eleitorado/Participação | Eleitorado/Participação     | 3 995 | 61,43 / 100,00  |            |

### Mondim de Basto
| Partido                 | Partido                                 | Votos | %               | Vereadores |
| ----------------------- | --------------------------------------- | ----- | --------------- | ---------- |
|                         | Centro Democrático Social               | 1 589 | 46,37 / 100,00  | 3 / 5      |
|                         | Partido Social Democrata                | 1 006 | 29,36 / 100,00  | 1 / 5      |
|                         | Partido Socialista                      | 540   | 15,76 / 100,00  | 1 / 5      |
|                         | Grupos Dinamizadores de Unidade Popular | 86    | 2,51 / 100,00   | 0 / 5      |
|                         | Frente Eleitoral Povo Unido             | 68    | 1,98 / 100,00   | 0 / 5      |
| Votos Inválidos         | Votos Inválidos                         | 138   | 4,03 / 100,00   |            |
| Total                   | Total                                   | 3 427 | 100,00 / 100,00 | 5 / 5      |
| Eleitorado/Participação | Eleitorado/Participação                 | 5 456 | 62,81 / 100,00  |            |

### Montalegre
| Partido                 | Partido                     | Votos  | %               | Vereadores |
| ----------------------- | --------------------------- | ------ | --------------- | ---------- |
|                         | Partido Social Democrata    | 4 138  | 55,03 / 100,00  | 4 / 7      |
|                         | Partido Socialista          | 2 209  | 29,38 / 100,00  | 3 / 7      |
|                         | Frente Eleitoral Povo Unido | 346    | 4,60 / 100,00   | 0 / 7      |
|                         | Centro Democrático Social   | 316    | 4,20 / 100,00   | 0 / 7      |
| Votos Inválidos         | Votos Inválidos             | 510    | 6,79 / 100,00   |            |
| Total                   | Total                       | 7 519  | 100,00 / 100,00 | 7 / 7      |
| Eleitorado/Participação | Eleitorado/Participação     | 13 414 | 56,05 / 100,00  |            |

### Murça
| Partido                 | Partido                     | Votos | %               | Vereadores |
| ----------------------- | --------------------------- | ----- | --------------- | ---------- |
|                         | Partido Social Democrata    | 1 771 | 50,36 / 100,00  | 3 / 5      |
|                         | Partido Socialista          | 792   | 22,52 / 100,00  | 1 / 5      |
|                         | Centro Democrático Social   | 642   | 18,25 / 100,00  | 1 / 5      |
|                         | Frente Eleitoral Povo Unido | 111   | 3,16 / 100,00   | 0 / 5      |
| Votos Inválidos         | Votos Inválidos             | 201   | 5,72 / 100,00   |            |
| Total                   | Total                       | 3 517 | 100,00 / 100,00 | 5 / 5      |
| Eleitorado/Participação | Eleitorado/Participação     | 5 521 | 63,70 / 100,00  |            |

### Peso da Régua
| Partido                 | Partido                     | Votos  | %               | Vereadores |
| ----------------------- | --------------------------- | ------ | --------------- | ---------- |
|                         | Partido Socialista          | 2 621  | 35,40 / 100,00  | 3 / 7      |
|                         | Centro Democrático Social   | 2 147  | 29,00 / 100,00  | 2 / 7      |
|                         | Partido Social Democrata    | 1 727  | 23,33 / 100,00  | 2 / 7      |
|                         | Frente Eleitoral Povo Unido | 430    | 5,81 / 100,00   | 0 / 7      |
| Votos Inválidos         | Votos Inválidos             | 478    | 6,46 / 100,00   |            |
| Total                   | Total                       | 7 403  | 100,00 / 100,00 | 7 / 7      |
| Eleitorado/Participação | Eleitorado/Participação     | 13 492 | 54,87 / 100,00  |            |

### Ribeira de Pena
| Partido                 | Partido                     | Votos | %               | Vereadores |
| ----------------------- | --------------------------- | ----- | --------------- | ---------- |
|                         | Partido Popular Monárquico  | 1 055 | 32,00 / 100,00  | 2 / 5      |
|                         | Partido Social Democrata    | 1 023 | 31,03 / 100,00  | 2 / 5      |
|                         | Partido Socialista          | 524   | 15,89 / 100,00  | 1 / 5      |
|                         | Centro Democrático Social   | 389   | 11,80 / 100,00  | 0 / 5      |
|                         | Frente Eleitoral Povo Unido | 44    | 1,33 / 100,00   | 0 / 5      |
| Votos Inválidos         | Votos Inválidos             | 262   | 7,95 / 100,00   |            |
| Total                   | Total                       | 3 297 | 100,00 / 100,00 | 5 / 5      |
| Eleitorado/Participação | Eleitorado/Participação     | 5 781 | 57,03 / 100,00  |            |

### Sabrosa
| Partido                 | Partido                     | Votos | %               | Vereadores |
| ----------------------- | --------------------------- | ----- | --------------- | ---------- |
|                         | Partido Social Democrata    | 1 726 | 42,11 / 100,00  | 3 / 5      |
|                         | Centro Democrático Social   | 1 498 | 36,55 / 100,00  | 2 / 5      |
|                         | Frente Eleitoral Povo Unido | 301   | 7,34 / 100,00   | 0 / 5      |
| Votos Inválidos         | Votos Inválidos             | 574   | 14,01 / 100,00  |            |
| Total                   | Total                       | 4 099 | 100,00 / 100,00 | 5 / 5      |
| Eleitorado/Participação | Eleitorado/Participação     | 6 001 | 68,31 / 100,00  |            |

### Santa Marta de Penaguião
| Partido                 | Partido                                 | Votos | %               | Vereadores |
| ----------------------- | --------------------------------------- | ----- | --------------- | ---------- |
|                         | Partido Social Democrata                | 2 024 | 46,99 / 100,00  | 3 / 5      |
|                         | Partido Socialista                      | 1 375 | 31,92 / 100,00  | 2 / 5      |
|                         | Centro Democrático Social               | 388   | 9,01 / 100,00   | 0 / 5      |
|                         | Frente Eleitoral Povo Unido             | 197   | 4,57 / 100,00   | 0 / 5      |
|                         | Grupos Dinamizadores de Unidade Popular | 62    | 1,44 / 100,00   | 0 / 5      |
| Votos Inválidos         | Votos Inválidos                         | 261   | 6,06 / 100,00   |            |
| Total                   | Total                                   | 4 307 | 100,00 / 100,00 | 5 / 5      |
| Eleitorado/Participação | Eleitorado/Participação                 | 7 081 | 60,82 / 100,00  |            |

### Valpaços
| Partido                 | Partido                     | Votos  | %               | Vereadores |
| ----------------------- | --------------------------- | ------ | --------------- | ---------- |
|                         | Partido Social Democrata    | 5 895  | 56,16 / 100,00  | 5 / 7      |
|                         | Centro Democrático Social   | 2 077  | 19,79 / 100,00  | 1 / 7      |
|                         | Partido Socialista          | 1 801  | 17,16 / 100,00  | 1 / 7      |
|                         | Frente Eleitoral Povo Unido | 111    | 1,06 / 100,00   | 0 / 7      |
| Votos Inválidos         | Votos Inválidos             | 612    | 5,83 / 100,00   |            |
| Total                   | Total                       | 10 496 | 100,00 / 100,00 | 7 / 7      |
| Eleitorado/Participação | Eleitorado/Participação     | 17 275 | 60,76 / 100,00  |            |

### Vila Pouca de Aguiar
| Partido                 | Partido                     | Votos  | %               | Vereadores |
| ----------------------- | --------------------------- | ------ | --------------- | ---------- |
|                         | Partido Social Democrata    | 3 210  | 45,45 / 100,00  | 4 / 7      |
|                         | Partido Socialista          | 2 490  | 35,26 / 100,00  | 3 / 7      |
|                         | Centro Democrático Social   | 631    | 8,94 / 100,00   | 0 / 7      |
|                         | Frente Eleitoral Povo Unido | 247    | 3,50 / 100,00   | 0 / 7      |
| Votos Inválidos         | Votos Inválidos             | 484    | 6,85 / 100,00   |            |
| Total                   | Total                       | 7 062  | 100,00 / 100,00 | 7 / 7      |
| Eleitorado/Participação | Eleitorado/Participação     | 11 802 | 59,84 / 100,00  |            |

### Vila Real
| Partido                 | Partido                                 | Votos  | %               | Vereadores |
| ----------------------- | --------------------------------------- | ------ | --------------- | ---------- |
|                         | Partido Social Democrata                | 6 498  | 33,01 / 100,00  | 3 / 7      |
|                         | Partido Socialista                      | 5 192  | 26,38 / 100,00  | 2 / 7      |
|                         | Centro Democrático Social               | 4 143  | 21,05 / 100,00  | 2 / 7      |
|                         | Frente Eleitoral Povo Unido             | 1 457  | 7,40 / 100,00   | 0 / 7      |
|                         | Grupos Dinamizadores de Unidade Popular | 747    | 3,80 / 100,00   | 0 / 7      |
|                         | MRPP                                    | 296    | 1,50 / 100,00   | 0 / 7      |
| Votos Inválidos         | Votos Inválidos                         | 1 350  | 6,86 / 100,00   |            |
| Total                   | Total                                   | 19 683 | 100,00 / 100,00 | 7 / 7      |
| Eleitorado/Participação | Eleitorado/Participação                 | 28 137 | 69,95 / 100,00  |            |